# Bonaventure Eloy
Bonaventure Eloy (de Vicq), écuyer, seigneur de Vicq, né à Soignies en 1706 et mort à Douai, le 4 octobre 1791, est un avocat et magistrat.

## Biographie
Bonaventure Eloy est né à Soignies en 1706. Il étudie le droit. Il sera tout d'abord avocat au Conseil souverain de Brabant. En 1732, par lettres patentes données à Fontainebleau, il est naturalisé Français. Anobli, il deviendra seigneur de Vicq. Le 16 février 1733, il épouse Marie Philippine Bridoul. En 1733, il est nommé conseiller en la cour parlementaire de Flandres. Bonaventure Eloy sera également échevin de la ville de Douai. En 1789, tandis qu'il est Doyen du Parlement de Flandres, il assure la présidence de l'assemblée de la noblesse de Douai et probablement également celle du Quesnoy.
Bonaventure Eloy meurt à Douai, le 4 octobre 1791,. Pour d'autres, il serait décédé à Tournai.

## Sources
1. 1 2  Chaix d'Est-Ange, Gustave (1863-1923), Dictionnaire des familles françaises anciennes ou notables à la fin du XIXe siècle. XVI. Eas-Eys. - 1918, impr. de C. Hérissey (Évreux), 1903-1929 - Bibliothèque nationale de France, département Philosophie, histoire, sciences de l'homme, 8-LM1-164 (16)
2. ↑  Catalogue des gentilshommes d'Artois, Flandre et Hainaut qui ont pris part ou envoyé leur procuration aux assemblées de la noblesse pour l'élection des députés aux États généraux de 1789 / publ. d'après les procès-verbaux officiels, par MM. Louis de La Roque et Édouard de Barthélemy, E. Dentu (Paris), 1865 - Bibliothèque nationale de France
3. ↑  Adrien Alexandre Marie Hoverlant de Beauwelaere, Essai chronologique pour servir à l'histoire de Tournay, Volume 73